# Euproctis psammoides
Euproctis psammoides är en fjärilsart som beskrevs av Collenette 1949. Euproctis psammoides ingår i släktet Euproctis och familjen tofsspinnare. Inga underarter finns listade i Catalogue of Life.